# McKittrick (Kalifornia)
McKittrick – jednostka osadnicza w Stanach Zjednoczonych, w stanie Kalifornia, w hrabstwie Kern.